# کاتالینا فوت‌هیلز (آریزونا)
کاتالینا فوت‌هیلز (به انگلیسی: Catalina Foothills) یک منطقهٔ مسکونی در ایالات متحده آمریکا است که در شهرستان پیما، آریزونا واقع شده‌است. کاتالینا فوت‌هیلز ۱۰۸٫۶۱ کیلومتر مربع مساحت و ۴۸٬۵۷۱ نفر جمعیت دارد و ۷۸۵ متر بالاتر از سطح دریا واقع شده‌است.